# Maďarská hymna
Hymna Maďarska je, podle ústavního zákona o státních symbolech, skladba Himnusz (česky Hymna). Autorem textu je maďarský básník a politik Ferenc Kölcsey (báseň Himnusz) a hudbu napsal skladatel Ferenc Erkel.

## Název
Pro Maďarskou hymnu lze použít více názvů:
- Himnusz – Hymnus
- A magyar nép zivataros századaiból – Z bouřlivých věků maďarského lidu
- Isten, áldd meg a magyart – Bože, žehnej Maďarovi

## Historie

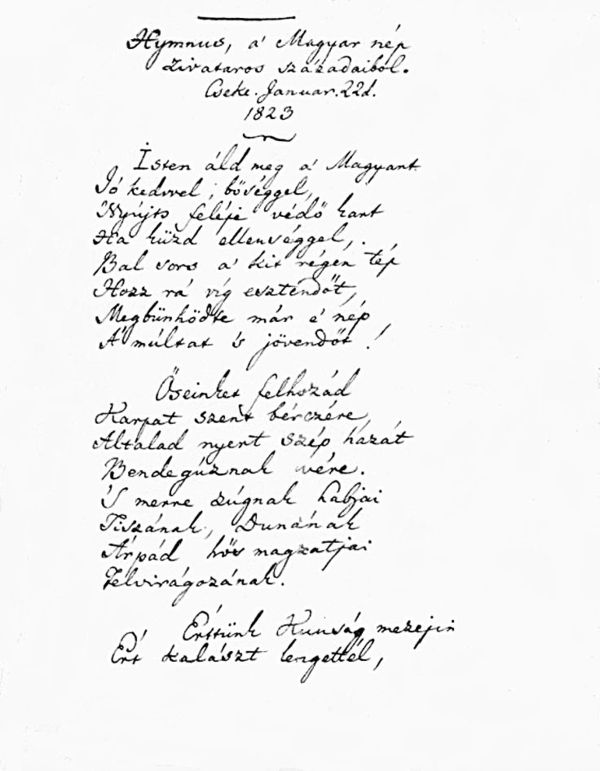
Himnusz 1823

Text hymny napsal v roce 1823 maďarský básník Ferenc Kölcsey. Byla to báseň o osmi slokách z historie Maďarska – připomínala hrdinství knížete Megyera Árpáda, zakladatele první uherské dynastie, vítězství krále Matyáše Korvína nad Rakušany, mongolské a turecké nájezdy. Hudbu složil v roce 1844 tvůrce maďarské národní opery Ferenc Erkel.
Po vzniku Rakouska-Uherska se Himnusz (Isten áldd meg a magyart) stal oficiální hymnou Uher. Od roku 1918 se stal oficiální státní hymnou První Maďarské republiky, a v roce 1920 hymnou Maďarského království.
Protože se hymna obrací k Bohu, hrála se v období Maďarské lidové republiky z rozhodnutí komunistické vlády od roku 1949 pouze v instrumentální verzi. Tehdejší generální tajemník MDP Mátyás Rákosi dokonce požádal hudebního skladatele Zoltána Kodályho, aby napsal novou, komunisticky orientovanou státní hymnu, ale Kodály odmítl. Po pádu Maďarského povstání v roce 1956 se János Kádár pokusil nahradit Himnusz skladbou Szózat, ale selhal. Státní hymnou zůstal nadále Himnusz a text hymny byl opět vrácen. Po pádu komunistického režimu v roce 1989 se Himnusz stal oficiální státní hymnou současného Maďarska.

### Historické maďarské hymny a písně
- Ah, hol vagy magyarok tündöklő csillaga
- Boldogasszony Anyánk
- 90. zsoltár
- Nemzeti dal
- Rákóczi nóta
- Szózat

### Szózat
Skladba "Szózat", který začíná slovy Hazádnak rendületlenűl Légy híve, ó magyar je druhou hymnou Maďarska. Má stejně významné postavení jako "Himnusz", ale na rozdíl od něj není zakotvena v Maďarské ústavě.

## Hraní hymny
Jelikož Himnusz i Szózat jsou pro Maďarsko velice významné, hrají se při oficiálních příležitostech Himnusz na začátku a Szózat na konci.
Státní hymna se každodenně hraje v maďarských televizích úderem půlnoci, nebo při zahájení ranního vysílání, stejně jako na rozhlasové stanici MR1-Kossuth Rádió.

## Text a český umělecký překlad
| Himnusz A magyar nép zivataros századaiból Isten, áldd meg a magyart Jó kedvvel, bőséggel, Nyújts feléje védő kart, Ha küzd ellenséggel; Bal sors akit régen tép, Hozz rá víg esztendőt, Megbűnhődte már e nép A múltat s jövendőt! Őseinket felhozád Kárpát szent bércére, Általad nyert szép hazát Bendegúznak vére. S merre zúgnak habjai Tiszának, Dunának, Árpád hős magzatjai Felvirágozának. Értünk Kunság mezein Ért kalászt lengettél, Tokaj szőlővesszein Nektárt csepegtettél. Zászlónk gyakran plántálád Vad török sáncára, S nyögte Mátyás bús hadát Bécsnek büszke vára. Hajh, de bűneink miatt Gyúlt harag kebledben, S elsújtád villámidat Dörgő fellegedben, Most rabló mongol nyilát Zúgattad felettünk, Majd töröktől rabigát Vállainkra vettünk. Hányszor zengett ajkain Ozman vad népének Vert hadunk csonthalmain Győzedelmi ének! Hányszor támadt tenfiad Szép hazám, kebledre, S lettél magzatod miatt Magzatod hamvvedre! Bújt az üldözött, s felé Kard nyúlt barlangjában, Szerte nézett s nem lelé Honját e hazában, Bércre hág és völgybe száll, Bú s kétség mellette, Vérözön lábainál, S lángtenger fölette. Vár állott, most kőhalom, Kedv s öröm röpkedtek, Halálhörgés, siralom Zajlik már helyettek. S ah, szabadság nem virul A holtnak véréből, Kínzó rabság könnye hull Árvák hő szeméből! Szánd meg Isten a magyart Kit vészek hányának, Nyújts feléje védő kart Tengerén kínjának. Bal sors akit régen tép, Hozz rá víg esztendőt, Megbűnhődte már e nép A múltat s jövendőt! | Hymnus Z bouřlivých věků maďarského lidu Bože, žehnej Maďarovi láskou a bohatstvím. Navždy, Bože můj, ho chraň! V boji s nepřítelem žehnej jeho zbraň! Zlý dlouho naň osud byl, dej mu, Pane, léta plná milosti! Vždyť ten národ si již odpykal hříchy minulé i budoucí. S tvou pomocí naší otcové Stali se pýchou svatých Karpat, S tvou pomocí našli svůj domov Potomci rytíře Bendegúze. Tam, kde tečou vody Dunaje A proud Tisy omývá dětí Arpádovců, z tvé milosti žijící dobře a v dostatku. Nech nás pěstovat zlaté zrno Na polích Kún, A dovol stříbrnému dešti Rosit vinnou révu Tokaje. Tys zavěsil naše vlajky Nad pevnostmi proti divokým Turkům; Pyšnou Vídeň jsi položil K nohou krále Matyáše. Leč bohužel kvůli našim vinám Vzbudili jsme tvůj hněv A tvé hromy začaly létat Na nás z nebe přeplněného hněvem. Mongolský šíp proletěl Nad našimi hlavami A zakusili jsme turecké jařmo, Krušící svobodné národy. Jak často slyšeli jsme hlas Divokých osmanských hord, Radujících se Z dobytých mečů našich bohatýrů! Jak často tví synové Na této zemi povstávali! A tys jim dával jejich hroby v té zemi, kterou sami orali! Ačkoliv nepřítel v jámách ukrytý Třese se před útokem, Ačkoliv přichází špehovat, Není v naší zemi dům. Hory, údolí – kam by nepřišel Smutek a bolest ho obklopí. Nad mořem krve Moře plamenů. Nad zničenou pevností Kdysi jsme se radovali; Dnes pouze sténání a vzdechy se vznášejí nad jejími zdmi. A květ svobody nekvete Z prolité krve padlých, A slzami otroků planou Slzy prolité našich sirot. Slituj se tedy, Pane, nad Maďarem, Zmítaným vlnami hněvu; Podpoř ho svou mocnou rukou, když mu v moři utrpení hrozí záhuba. Zlý dlouho naň osud byl, dej mu, Pane, léta plná milosti! Vždyť ten národ si již odpykal hříchy minulé i budoucí. |

## Sikulská hymna
Sikulská hymna je oficiální hymnou Maďarů-Székelyů (Sikulů) žijících v Sedmihradsku v dnešním Rumunsku. Hymna vznikla v roce 1921, text napsal György Csanády a hudbu složil Kálmán Mihalik. Tato hymna se spolu s hymnami Himnusz a Szózat hraje pří významných příležitostech jak v Sedmihradsku, tak i v Maďarsku.

## Zajímavosti

### Cestovní pasy
Nové maďarské cestovní pasy mají vtištěn text hymny, který se zobrazí pod UV paprsky.

### Socha Himnuszu
7. května 2006 byla ve městečku Budakeszi nedaleko Budapešti slavnostně odhalena socha Himnuszu. Sochu tvoří dva metry vysoká bronzová postava Boha, kolem níž je v kruhu vepsán úplný text hymny. Nad sochou a po jejích stranách je 7 kamenných oblouků rozestavených do půlkruhu, vysokých asi 4,5 metru. V každém oblouku jsou umístěny 3 zvony. Na těchto 21 zvonech lze přehrát melodii Himnuszu.

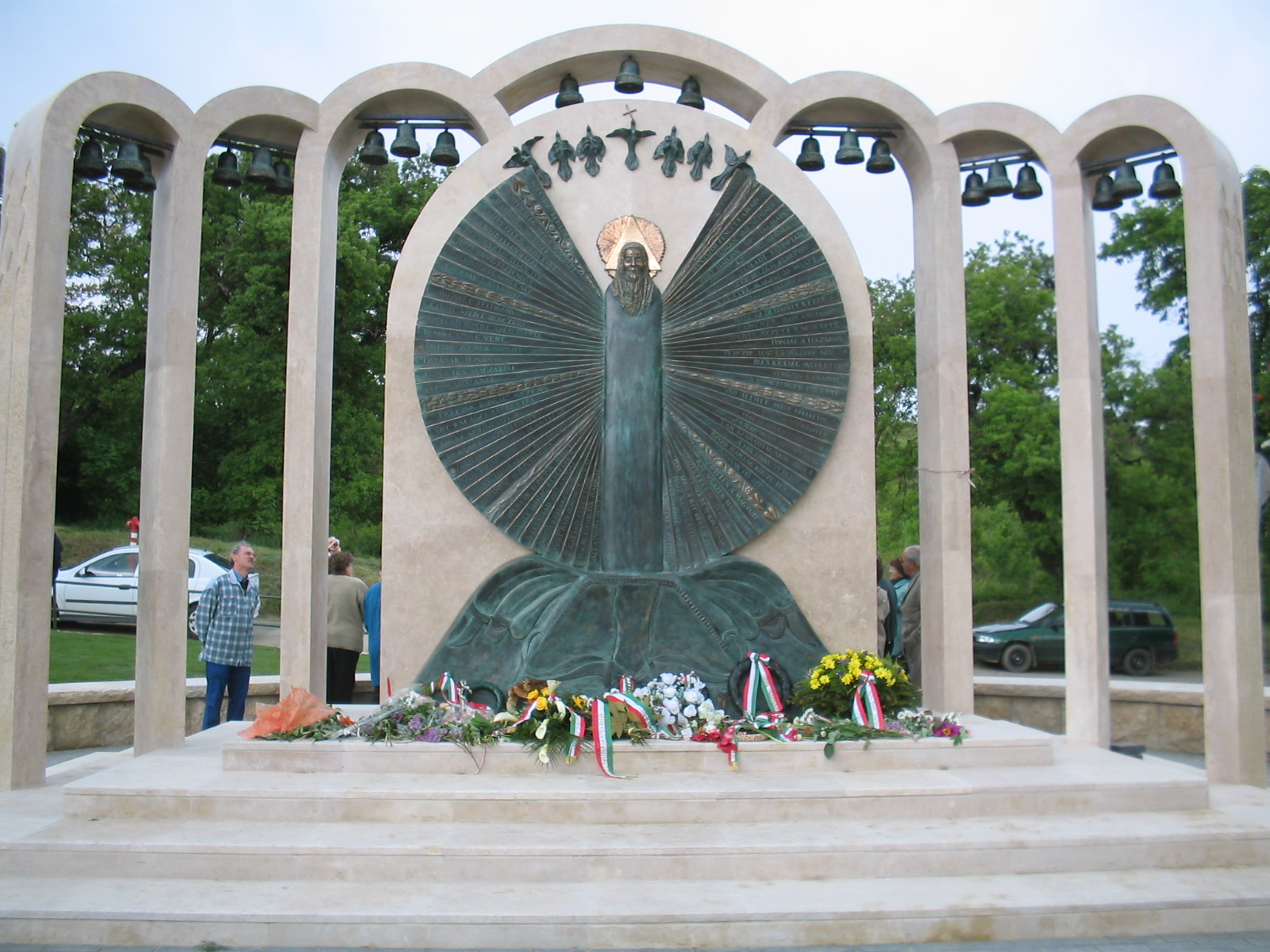
Socha Himnuszu zepředu
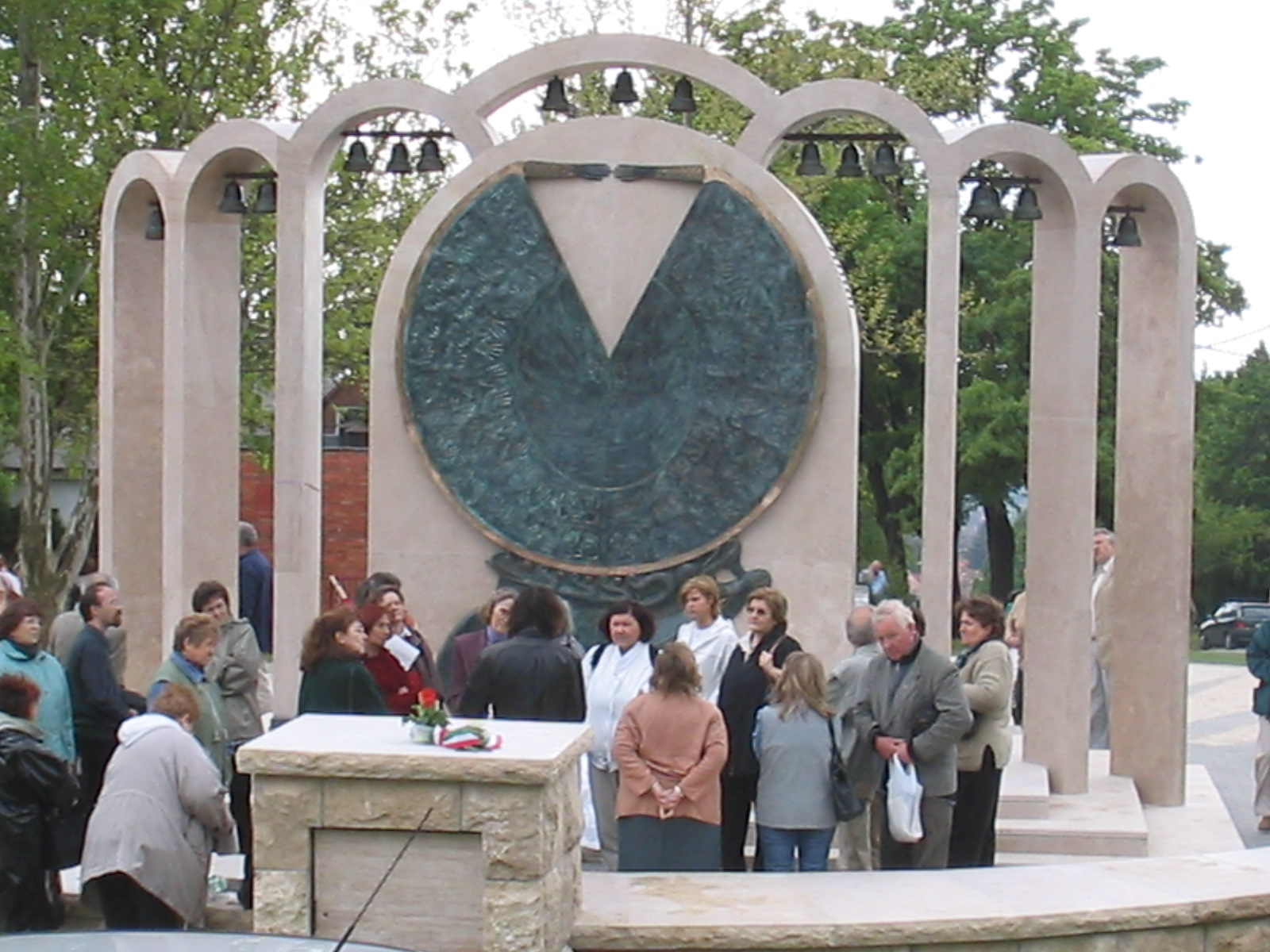
…zezadu
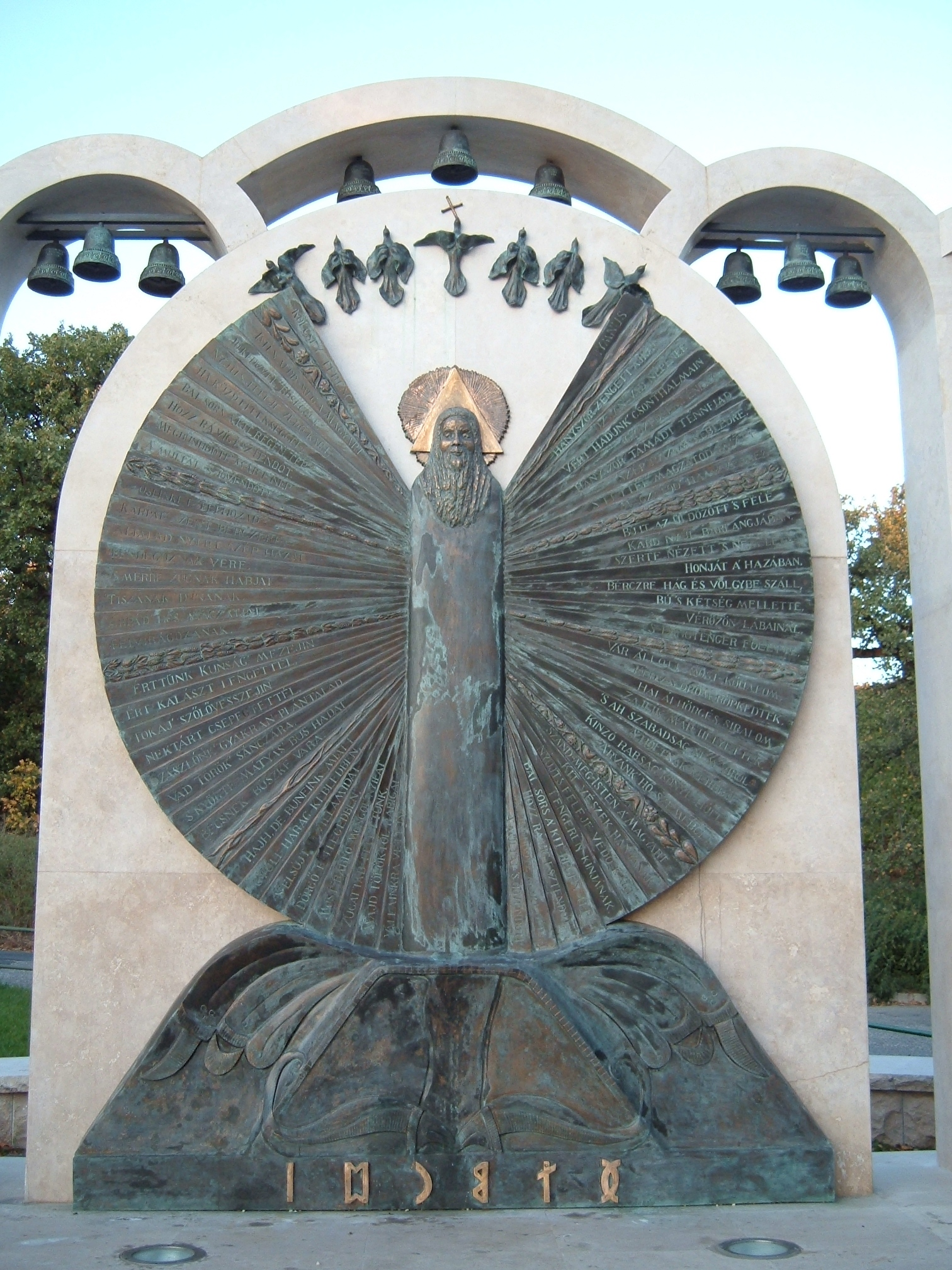
Detail